# Proctoporus rahmi
Espèce
Synonymes
- Prionodactylus rahmi de Grijs, 1936
- Euspondylus rahmi (de Grijs, 1936)

Proctoporus rahmi est une espèce de sauriens de la famille des Gymnophthalmidae.

## Répartition
Cette espèce est endémique du Pérou.

## Étymologie
Cette espèce est nommée en l'honneur de Peter Rahm.

## Publication originale
- de Grijs, 1936 : Prionodactylus rahmi, eine neue Eidechse aus den Anden. Zoologische Anzeiger, vol. 116, p. 27-30.